# اداموا، جیمینا جونیک
اداموا، جیمینا جونیک (به لاتین: Adamowo, Gmina Joniec) در لهستان است که در Gmina Joniec واقع شده‌است.